# Jorge Maradona
Jorge Alberto Maradona (San Juan, 1 de abril de 1927 - 25 de octubre de 2000) fue un militar argentino de alta graduación con actuación durante el terrorismo de Estado.

## Carrera
Era graduado del Colegio Militar como subteniente de artillería con la promoción 76 de 1944. Alcanzó el título de oficial de Estado Mayor y ascendió a general de brigada en 1975.
Fue uno de los capitanes de la Escuela Superior de Guerra que participó en la sublevación de la base naval de Río Santiago, durante el golpe de Estado del 16 de septiembre de 1955.
Con el cambio de mandos operado por Jorge Rafael Videla en diciembre de 1975, quedó destinado como comandante de la VIII Brigada de Infantería de Montaña con asiento en la guarnición militar de Mendoza, ocupando dicho destino desde el 22 de diciembre de 1975 hasta el 5 de diciembre de 1977. Era su segundo comandante y jefe de Estado Mayor el coronel Tamer Yapur Maslup. Lo relevó el general de brigada Juan Pablo Saá.
En diciembre de 1977 juró como 2.º comandante y jefe de Estado Mayor del III Cuerpo de Ejército de Córdoba y, como tal, asumió como jefe de la Subzona 31. En este cargo secundó al comandante del III Cuerpo, general de división Luciano Benjamín Menéndez.
A fines de septiembre de 1979 adhirió al fallido alzamiento del general Menéndez contra el comandante en jefe del Ejército, teniente general Roberto Eduardo Viola. Quedó en situación de retiro.
Tras la finalización del Proceso de Reorganización Nacional Maradona se vio procesado por los delitos contra la humanidad cometidos en las Subzonas 31 y 33. Por desempeñarse en esas subzonas era responsable de los centros clandestinos de detención que funcionaron en aquellas. Se hallaba inculpado en 29 causas. Fue desprocesado por la Corte Suprema de Justicia en febrero de 1988, en aplicación de la Ley de Punto Final.